# Luiz Ejlli
Luiz Ejlli (Scutari, 11 luglio 1985) è un cantante albanese.
Ha partecipato all'Eurovision Song Contest 2006 come rappresentante dell'Albania, presentando il brano Zjarr e ftohtë.

## Biografia
Nato a Scutari nel 1987, frequenta tra il 1990 e il 1992 la scuola secondaria "Prenk Jakova" di Scutari. Nel 1992 e il 1993 ha vinto il primo premio per la miglior voce al Festival Nazionale dei Bambini di Scutari. Nel 1996 ha partecipato come solista nel "Coro del Repertorio d'oro" di Scutari. Nel 1999 è stato solista (tenore) nel coro polifonico "Prenk Jakova" di Scutari.
Nel 2004 Luiz Ejlli è divenuto famoso in Albania quando ha partecipato e vinto la versione albanese del reality show Idols, che gli ha permesso di partecipato al 43° Festival della musica albanese (che costituisce la preselezione albanese per l'Eurovision Song Contest) concludendo al secondo posto con il brano Hena Dhe Yjet Dashurojnë ("La luna e le stelle si amano").
Nel dicembre 2005 Luiz Ejlli partecipò nuovamente al Festivali i Këngës, vincendolo con il brano Zjarr e Ftohtë ("Fuoco e freddo"), che fu scelto per rappresentare l'Albania all'Eurovision Song Contest 2006, dove non riuscì a qualificarsi per la finale.
Ejlli è stato il primo concorrente maschile a rappresentare l'Albania e il primo con una canzone in lingua albanese.
Nel 2007 e 2008 partecipa al Festivali i Këngësin in duetto con Juliana Pasha cantando rispettivamente le canzoni Qielli i ri (classificandosi al terzo posto) e Një jetë (secondo posto). Con la stessa cantante ha partecipato e vinto al concorso canoro Kënga Magjike 2010.
Nel 2014 partecipa nuovamente al Festivali i Këngës con la canzone Kthehu ("Ritorno"), che si classifica al 10º posto.
Nel 2015 è stata annunciata la partecipazione al Festival i Këngës i con la canzone Pa mbarim ("Senza fine").
Ejlli è attualmente impiegato come addetto culturale presso l'ambasciata albanese a Parigi.